# Janusz Maciej Michałowski

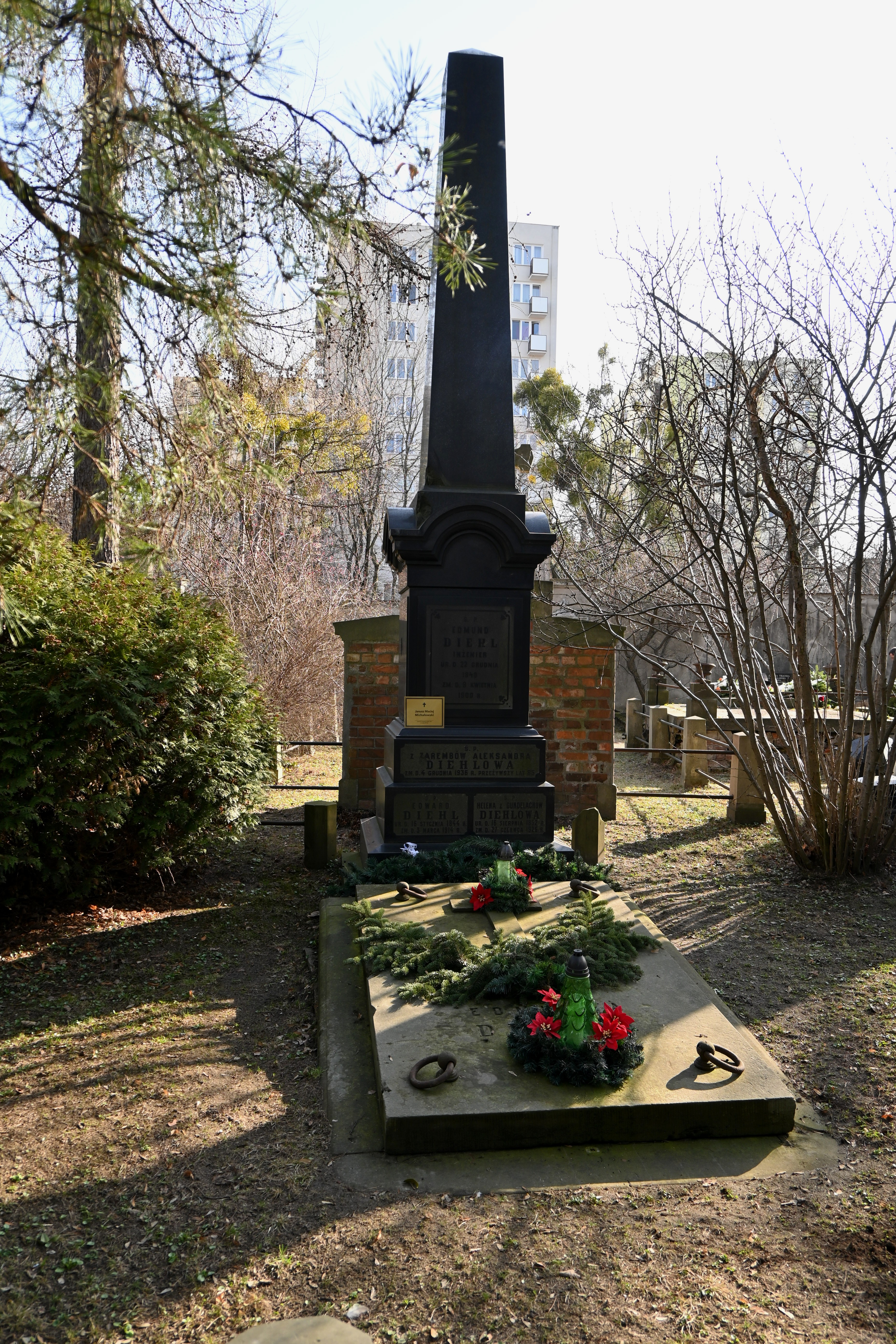
Grób Janusza Macieja Michałowskiego na Cmentarzu ewangelicko-reformowanym w Warszawie

Janusz Maciej Michałowski (ur. 16 października 1932 w Warszawie, zm. 27 sierpnia 2022 tamże) – polski historyk sztuki.

## Życiorys
Absolwent Sekcji Historii Sztuki Wydziału Historycznego Uniwersytetu Warszawskiego. W latach 1956–57 pisał pracę magisterską o życiu i twórczości Feliksa Pęczarskiego, pod kierunkiem prof. dra Juliusza Starzyńskiego. W katalogu pierwszej wystawy monograficznej malarza w 1990 roku w Muzeum Ziemi Kujawskiej i Dobrzyńskiej we Włocławku, Piotr Nowakowski, późniejszy dyrektor MZKiD podkreśla, że Michałowski dokładnie przeanalizował różne aspekty twórczości malarza i uściślił jego biografię.
Był wieloletnim pracownikiem Instytutu Sztuki Polskiej Akademii Nauk, wykładowcą i ekspertem malarstwa polskiego. Począwszy od lat 60., rozpoczął karierę jako publicysta. Szczyt jego działalności przypadł na lata 70. XX wieku. W swoich pracach najwięcej uwagi poświęcił Aleksandrowi Orłowskiemu, Janowi P. Norblinowi i Janowi Matejce. Ponadto był wieloletnim ekspertem teleturnieju Wielka gra z dziedziny historii sztuki.
Był konfirmowanym członkiem zboru ewangelicko-reformowanego w Warszawie i oddanym jego członkiem. Zmarł 27 sierpnia 2022 roku w Warszawie. 3 września spoczął na cmentarzu ewangelicko-reformowanym tamże, w kwaterze 1/5/1.
Żonaty, miał dzieci i wnuki.

## Publicystyka
- Monografia Feliksa Pęczarskiego (maszynopis), 1957[4].
- Feliks Pęczarski w Płocku, 1959[2].
- Nieznane rysunki A. Orłowskiego w zbiorach leningradzkich i problemy z nimi związane. Warszawa, 1960.
- Na marginesie radzieckich publikacji o Norblinie. Warszawa, 1961.
- Nowe materiały do biografii Feliksa Pęczarskiego w: Biuletyn Historii Sztuki. Warszawa, 1961.
- Uczniowie malarstwa, rzeźby i budownictwa na Uniwersytecie Warszawskim w r. szk. 1829/30. Warszawa: Stowarzyszenie Historyków Sztuki i Kultury Materialnej, Państwowy Instytut Sztuki, 1962.
- Wystawa Jana Matejki we Lwowie. Kraków: Związek Zawodowy Polskich Artystów Plastyków, 1964.
- U źródeł romantyzmu Aleksandra Orłowskiego. Warszawa: Stowarzyszenie Historyków Sztuki, Instytut Sztuki PAN, 1964.
- Litografowany "Miesięcznik Warszawski", zapomniane pisemko społeczne z 1818 r.. Wrocław: Zakład Narodowy im. Ossolińskich, 1964.
- "Zgon Stanisława Augusta" - obraz M. Bacciarellego w kowieńskim muzeum. Warszawa: Stowarzyszenie Historyków Sztuki i Kultury Materialnej, 1964.
- Wit Stosz i przykre nieporozumienia. Moskwa: "Isskustvo", 1964.
- Z poloniców Leningradu i Moskwy: (S. Czechowicz - J. P. Norblin - J. Kosiński - K. Wojniakowski). Warszawa: Stowarzyszenie Historyków Sztuki, Instytut Sztuki PAN, 1965.
- Karykatury Aleksandra Orłowskiego w Muzeum w Szawlach. Warszawa, 1968.
- Przypisywane Norblinowi widoki architektoniczne w Zbiorach Kórnickich w świetle materiału porównawczego. Warszawa: Muzeum Narodowe, 1968.
- Warszawskie portrety Suworowa w nowym opracowaniu jego ikonografii: (K. Bechon, G. Monaldi, A. Lebrun, J.P. Norblin, F. A. Lohrmann, A. Orłowski). Warszawa: Stowarzyszenie Historyków Sztuki, Instytut Sztuki PAN, 1968.
- O Janie Piotrze Norblinie i Szkole Rycerskiej Stanisława Augusta: (w 200-lecie założenia Szkoły). Warszawa, 1970.
- Bibliografia prac Mieczysława Gębarowicza. Warszawa: Państwowe Wydawnictwo Naukowe, 1972.
- Rysunki Józefa Walla (Wahla) w zbiorach lwowskiej biblioteki. Warszawa: Stowarzyszenie Historyków Sztuki, Instytut Sztuki PAN, 1972.
- Prace Aleksandra Orłowskiego z polskiego okresu twórczości w zbiorach muzeów radzieckich, ok. 1973
- Wystawa konserwatorska w wileńskim "Lietuvos TSR Dailes Muziejus". Warszawa: Stowarzyszenie Historyków Sztuki, Instytut Sztuki PAN, 1973.
- Jan Piotr Norblin: nowe atrybucje i daty, prace nieznane i niesłusznie przypisywane. Warszawa: Stowarzyszenie Historyków Sztuki, Instytut Sztuki PAN, 1973.
- Portret Mary Moore: akwarela Tadeusza Kościuszki w Bibliotece Polskiej w Paryżu. Warszawa: Stowarzyszenie Historyków Sztuki, Instytut Sztuki PAN, 1973.
- Konstytucja Trzeciego Maja w twórczości J. P. Norblina. Warszawa: Państwowe Wydawnictwo Naukowe, 1973.
- Słownik artystów plastyków (artyści plastycy Okręgu Warszawskiego ZPAP 1945-1970: słownik biograficzny). Warszawa: Państwowe Wydawnictwo Naukowe, 1973.
- Autoportrety Jana Piotra Norblina: (w 200-lecie przyjazdu artysty do Polski). Warszawa: Stowarzyszenie Historyków Sztuki, Instytut Sztuki PAN, 1974.
- Watteau de Lille, czy Norblin?. Warszawa, 1974.
- Sztambuch w zbiorach Lwowskiej Biblioteki. Warszawa: Stowarzyszenie Historyków Sztuki i Kultury Materialnej, Państwowy Instytut Sztuki, 1974.
- Prace J. P. Norblina w zbiorach muzeów w Brukseli, Orleanie, Lille, Compiègne i Bibliotece Polskiej w Paryżu. Warszawa, 1974.
- Dyskurs o tradycji: z zagadnień współczesnej kultury artystycznej w Polsce i ZSRR: materiały Wspólnego sympozjum na temat "Znaczenie narodowych i ludowych tradycji we współczesnej sztuce Polski i ZSRR" część I - Moskwa 1970, część II - Warszawa, Nieborów 1971 (red. naukowy, tłumacz z j. rosyjskiego). Wrocław [etc.]: Zakład Narodowy imienia Ossolińskich - Wydawnictwo Polskiej Akademii Nauk, 1974.
- W kręgu uczniów Norblina: uwagi na marginesie książek H. Cękalskiej-Zborowskiej o M. Płońskim i A. Orłowskim: streszczenie referatu wygłoszonego na zebraniu naukowym Oddziału Warszawskiego Stow. Historyków Sztuki w dniu 19 kwietnia 1967 r.. Warszawa, 1974.
- Jeszcze raz o "Kożuszku Baranim" J. P. Norblina. Warszawa: Państwowe Wydawnictwo Naukowe, 1974.
- Posiedzenie Komitetu Ekspertów "Programu słowiańskiego" UNESCO w Warszawie. Warszawa: Państwowe Wydawnictwo Naukowe, 1974.
- Irena Tessaro-Kosimowa, Historia litografii warszawskiej, PWN, Warszawa, 1973. Warszawie. Warszawa: Państwowe Wydawnictwo Naukowe, 1974.
- W. Ałpatow, Galeria Drezdeńska : dawni mistrzowie (wybór tekstów polskich, tł. z języka rosyjskiego). Warszawa: Arkady; Drezno: VEB Verlag der Kunst, 1974.
- Alina Chyczewska, Marcello Bacciarelli, 1731-1818, Ossolineum, Wrocław - Warszawa - Kraków - Gdańsk, 1973. Warszawa: Państwowe Wydawnictwo Naukowe, 1975.
- Rysunki Józefa i Tadeusza Brodowskiego w Lwowskim Gabinecie Sztuki. Warszawa: Stowarzyszenie Historyków Sztuki i Kultury Materialnej, Państwowy Instytut Sztuki, 1975.
- "Vademecum polonisty" i kompendium literatury polskiego Oświecenia. Wrocław; Warszawa: Zakład Narodowy im. Ossolińskich - Wydawnictwo, 1976.
- Nad "Pejzażami dawnej Warszawy": D. Kobielski: Pejzaże dawnej Warszawy, (wyd. 2, poprawione i uzupełnione). Warszawa: Polska Akademia Nauk. Instytut Sztuki, 1976.
- Izba Poselska Zamku Królewskiego w rysunkach J. P. Norblina. Warszawa: Państwowe Wydawnictwo Naukowe, 1976.
- Juliusz Starzyński 28 II 1906 - 11 XII 1974. Warszawa: Państwowe Wydawnictwo Naukowe, 1976
- Listy i notatki Maksa i Aleksandra Gierymskich. Warszawa: Państwowe Wydawnictwo Naukowe, 1976
- Pamięć wojny w sztuce (red. naukowy). Wrocław: Zakład Narodowy im. Ossolińskich, 1978.
- Janina Jaworska, Polska sztuka walcząca 1939-1945, WAiF, Warszawa, 1976, seria "Sztuka Polska". Warszawa: Państwowe Wydawnictwo Naukowe, 1978.
- Jan Matejko. Warszawa: Arkady, 1979.
- Jan Matejko: mit achtzehn farbigen Tafeln und neununddreissig einfarbigen Abbildungen. Berlin: Henschelverlag, 1980.
- Jan Matejko : portrety. Warszawa: Arkady, 1987[6].